# Ирландская ассоциация звукозаписывающих компаний
Ирландская ассоциация звукозаписывающих компаний (англ. Irish Recorded Music Association, IRMA)  — ассоциация, представляющая интересы звукозаписывающей индустрии Ирландии. Участниками ассоциации могут стать только ирландские компании. Все участники вносят ежегодную плату, в настоящее время IRMA имеет 51 участника.
IRMA создана, чтобы продвигать и защищать интересы и благосостояние ирландских звукозаписывающих индустрий. Ассоциация имеет следующие чарты: Top 75 Albums, Top 50 Singles, Top 10 Classical Albums, Top 10 Classical Albums, Top 20 Multi-Artist Compilation Albums, Top 30 Videos, Top 20 DVDs, Top 10 Music DVDS.
12 апреля 2005 ассоциация подала в суд на сайт «filesharers», незаконно выкладывали музыку в Интернете. 15 ноября 2005 IRMA начала вторую фазу борьбы против «filesharers».
1. ↑  https://www.lobbyfacts.eu/datacard/irish-recorded-music-association?rid=153381916892-45